# Kultur Shock
Kultur Shock ist eine multinationale, in den USA beheimatete Band.

## Geschichte
Kultur Shock wurde 1996 in Seattle gegründet. Der Gründer und Sänger der Band ist Srđan „Gino“ Jevđević (amerikanische Schreibweise: Srdjan Yevdjevich), der bereits als Popstar mit seiner Band Gino Banana in Jugoslawien Karriere machte. Zusammen mit dem ebenfalls aus Bosnien stammenden Mario Butković (Gitarre) kam er auf Grund der Wirren des Krieges um Bosnien in die USA. Der gebürtige Bulgare Val Kiossovski (Gitarre) kam 1991 als politischer Flüchtling in die USA und spielt seit 2000 in der Band. In der aktuellen Besetzung finden sich neben Jevđević und Kiossovski die US-Amerikaner Chris Stromquist (Schlagzeug), Guy Davis (E-Bass), Amy Denio (Saxophon und Klarinette) und Paris Hurley (Geige).
Die ersten Alben von Kultur Shock wurden vom Independent-Label KoolArrow Records von Billy Gould veröffentlicht. Seit 2007 (Live in Europe) erscheinen die Alben der Band auf dem eigenen Label Kultur Shock Records. Im März 2014 startete die Band eine Crowdfunding-Kampagne, um die Produktion ihres 9. Albums zu ermöglichen. Das Album erschien dann Anfang 2015, wurde aber bereits einige Monate vorher kostenlos auf Soundcloud zugänglich gemacht.

## Stil
Die Musik von Kultur Shock vereinigt Elemente von Punk, New Metal, Latin, Funk und Fusion Jazz mit den Einflüssen der Musik aus der Balkanregion. So war auf ihrem ersten Album Live in Amerika zum Beispiel das bosnische Volkslied Moj dilbere, eine Sevdalinka, und das Roma-Liebeslied Djelem, djelem zu hören. Die Band-Mitglieder bezeichnen ihre Musik selbst als Balkan-Punk.
Die Liedtexte von Jevđević sind oft humoristisch-politisch und spiegeln seine anarchistische Weltsicht wider. Er singt auf Englisch, Bosnisch, Spanisch (Mano Mi Hermano auf We Came to Take Your Jobs Away), Bulgarisch (Duna auf We Came to Take Your Jobs Away) und Deutsch (im Refrain von House of Labor auf Ministry of Kultur).
Der Song Tutti Frutti wurde im Jahr 2011 von der türkischen Sängerin Gökçe unter dem Titel Tuttu Fırlattı gecovert.

## Diskografie

### Alben
- 1999: Live in Amerika
- 2001: FUCC The I.N.S.
- 2004: Kultura-Diktatura
- 2006: We Came to Take Your Jobs Away
- 2009: Integration
- 2011: Ministry of Kultur
- 2014: IX
- 2019: D.R.E.A.M.

### Live-Alben
- 2007: Live in Europe
- 2011: Live at Exit Fest 2010
- 2015: Live at Home
- 2023: Acoustic Live

### EPs
- 2012: Tales of Grandpa Guru, Vol. 1
- 2016: Tales of the Two Gurus, Vol. 2 (mit Edo Maajka)
- 2018: Drama!

### Singles (Auswahl)
- 1999: Čaje Šukarije (Original von Esma Redžepova)
- 2004: Tutti Frutti
- 2004: Mustafa
- 2006: Sarajevo
- 2006: God Is Busy, May I Help You?
- 2006: Zumbul
- 2006: Istanbul
- 2009: Country Mohammed
- 2011: Tamni Vilajet
- 2011: Sheitan
- 2014: Unamerikan
- 2014: Akšam
- 2018: Refugee
- 2019: Haram Para